# Murcia (Negros Ocidental)
Murcia é um município de  primeira classe de renda municipal (d) na província Negros Ocidental, nas Filipinas. De acordo com o censo de 1 de maio  de  2020 possui uma população de 88 868 pessoas e 21 101 domicílios.